# Semovente 47/32
Semovente 47/32 bylo italské samohybné dělo a stíhač tanků, vyráběné během druhé světové války. Bylo postaveno na podvozku tanku L6/40 a mělo zabudován 47 milimetrový kanon Cannone da 47/32 M35 do otevřené nástavby. 

## Historie
Sériové stroje vznikaly od srpna 1942, do uzavření příměří v září 1943 bylo postaveno přibližně 180 kusů. Semovente 47/32 bylo v řadách italské armády nasazeno v na východní frontě a v Tunisku. Po okupaci Itálie zabavily německé jednotky všechny dostupné stroje; další produkce pro potřeby německých a severoitalských sil dala asi 120 kusů. Tato vozidla pak byla převážně užívána jako součást protipartyzánských jednotek na Balkáně a v Itálii.

## Varianty
Na bázi samohybného děla vznikly dvě varianty velitelských vozidel. Verze pro velitele čet nesla navíc radiostanici RF1CA na úkor snížené zásoby munice. Verze pro vyšší velitele byla vybavena radiostanicemi RFC1A a RFC2A. Kanón byl demontován a nahrazen maketou, s 8mm kulometem uvnitř.
Další modifikací byl obrněný transportér munice, sloužící k dopravě 90mm granátů pro těžké stíhače tanků Semovente 90/53. Úprava spočívala v demontáži kanónu a zabudování schránek pro munici. Bylo vyrobeno pravděpodobně 24 vozidel.